# Hillsborough (Grenada)
Hillsborough is een stadje in Grenada, op het eiland Carriacou. De stad is de hoofdstad en de grootste stad van Carriacou en Petite Martinique, die een aparte status binnen Grenada hebben. In Hillsborough leven ongeveer 700 mensen.

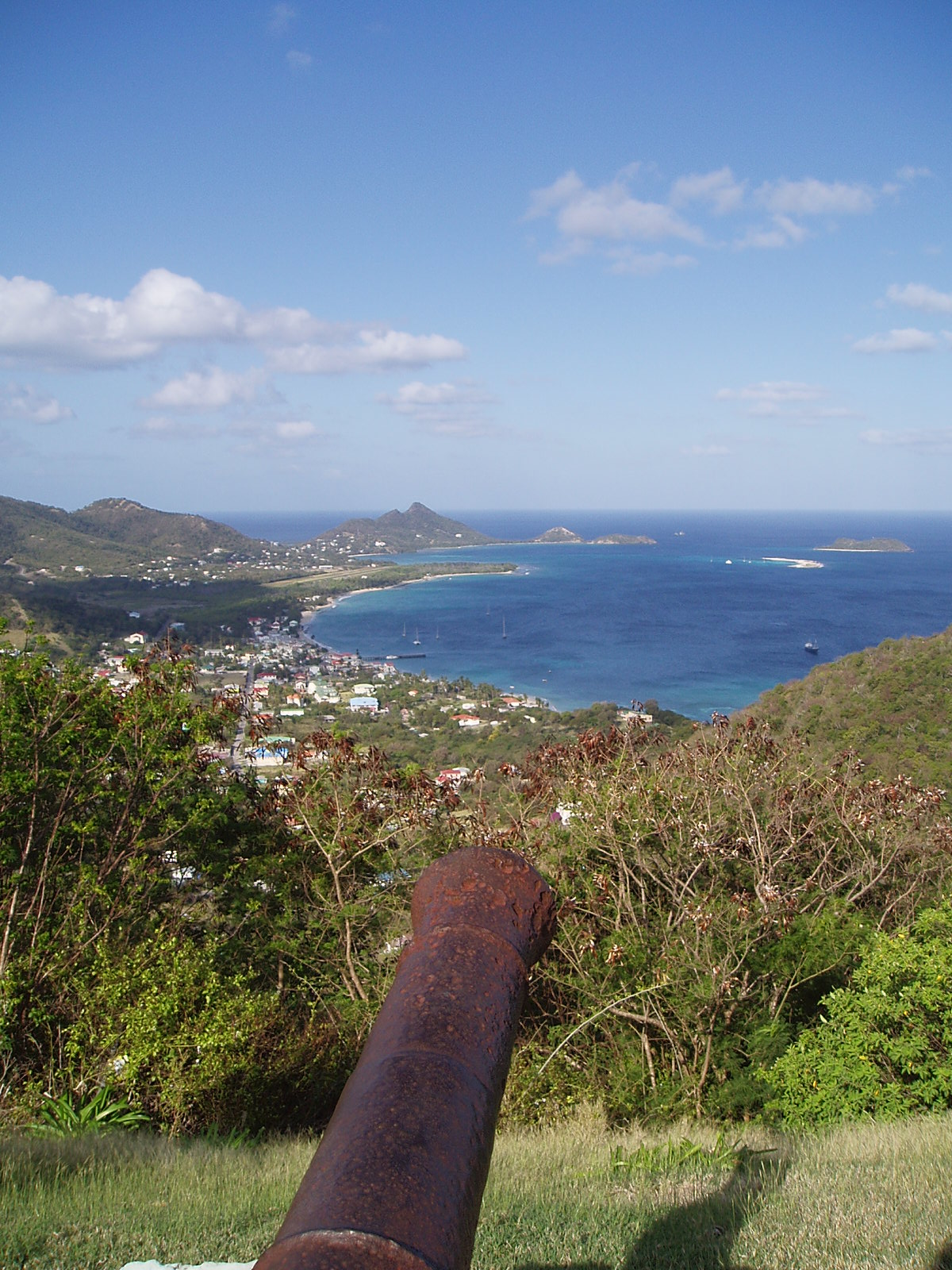
Zicht op Hillsborough